# أليس هو
أليس هو هي ملحنة كندية، ولدت في 1960.